# Simon Bernard

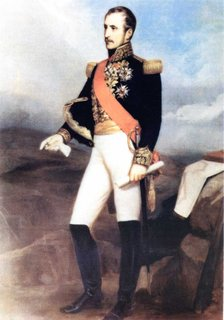
Gen. Simon Bernard

Simon Bernard (ur. 28 kwietnia 1779 w Dole, Francja, zm. 5 listopada 1839) – francuski generał.
Brał udział w wyprawach wojennych podczas wojen napoleońskich. Dwukrotnie piastował urząd ministra wojny Francji, od 10 do 18 listopada 1834 oraz od 6 września 1836 do 31 marca 1839.